# Raymond Templier
Raymond Templier, né le 22 avril 1891 à Paris 2e et mort le 22 mai 1968 à Neuilly-sur-Seine, est un bijoutier français.

## Biographie
Né d'un père et grand-père bijoutiers, il est élève à l'École nationale supérieure des arts décoratifs de 1909 à 1912. Dès 1911, il expose au Salon des artistes décorateurs, puis participe aux Salons d'Automne et des Tuileries.
Fondateur en 1929 avec René Herbst, Robert Mallet-Stevens, Jean Puiforcat, Hélène Henry et Pierre Chareau de l'Union des artistes modernes (UAM), il a géré une part importante aux Expositions internationales de 1925 et 1937 à Paris.
Templier, dont les œuvres figurent au musée d'art moderne et à celui des arts décoratifs de Paris et au Metropolitan Museum de New York, est fait chevalier de la Légion d'honneur en 1938. Joaillier dessinateur, Templier a été un des premiers à donner au bijou, plus particulièrement que d'autres objets sujets aux fluctuations des modes, un style aux principes rigoureux sans exclure la part de fantaisie voire de sensibilité nécessaire à un élément capital de la parure féminine. Templier est à l'avant-garde de son temps : sa participation en tant que joaillier à la fondation de l'UAM est pour le bijou une victoire, pour l'artiste une prise de position à laquelle il restera toujours fidèle,,,.
Il a notamment réalisé des broches en platine, dans le sillage du mouvement Art déco.